# Exorista fallax
Exorista fallax là một loài ruồi trong họ Tachinidae.